# نم‌سنج

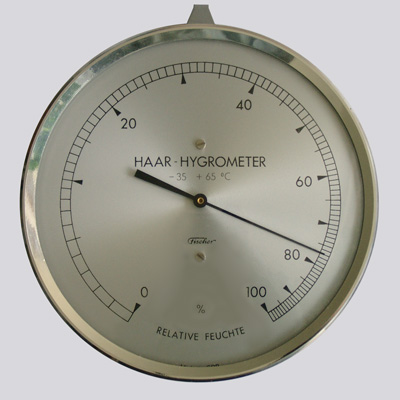
یک نم‌سنج مویی.

نم‌سنج (به انگلیسی: hygrometer)، ابزاری برای اندازه‌گیری مقدار بخار آب موجود در جوّ است.
نموداری که در آن رطوبت نسبی و رطوبت مطلق و نقطهٔ شبنم به روش ترسیمی و با استفاده از قرائت دماسنج تر و خشک به دست می‌آید نمودار نم‌سنجی یا نمودار رطوبت‌سنجی نامیده می‌شود.
نم‌سنج انواع گوناگونی دارد؛ ازجمله نم‌سنج‌های الکتریکی، پخشی، پیچشی، زغالی، مویی، مکانیکی، شیمیایی، جذبی، جذب تفاضلی، نقطه‌شبنمی، پوست‌روده‌ای، و لیمن-آلفا.
نم‌سنج جذب تفاضلی نم‌سنجی طیفی است که در آن حداقل از دو طول موج نزدیک به هم استفاده می‌شود. نم‌سنج لیمن ـ آلفا نم‌سنجی است که با جذب تابش به‌کمک بخار آب در خط لیمن ـ آلفا، یعنی خط گسیل اتمی هیدروژن در ۱۲۱/۵۶۷ نانومتر، کار می‌کند.

## تاریخچه
رطوبت‌سنج‌ها در طول تاریخ با شکل‌های متفاوتی ساخته شده‌اند. چینی‌ها برای سنجش رطوبت از زغال چوب قرارگرفته در معرض رطوبت هوا و مقایسهٔ وزن آن با نمونه خشک بهره می‌گرفتند. یکی از راه‌های استفاده از این خاصیت ساخت نواری آویزان متصل به زغال چوب و مقایسه تأثیر وزن ناشی از رطوبت بر روی نوار آویزان است.
لئوناردو دا وینچی، دانشمند ایتالیایی، نخستین رطوبت‌سنج را که شکلی ابتدایی داشت در سدهٔ پانزدهم میلادی ابداع کرد. این مدل با استفاده از علم دوران باستان و تأثیر رطوبت بر وزن اجسام طراحی شده بود. داوینچی با استفاده از دو گلولهٔ پنبه‌ایِ خشک به وزن مساوی و قرار دادن یکی از پنبه‌ها در رطوبت و مقایسهٔ وزن دو گلوله در ساختار دیده‌شدهٔ عکس، میزان رطوبت را اندازه‌گیری می‌کرد
فرانچسکو فولی هم در سال ۱۶۶۴ یک رطوبت‌سنج دیگر ابداع کرد. رابرت هوک، دانشمند سدهٔ هفدهم هم‌عصر آیزاک نیوتن بود. او توانست تعدادی ابزار هواشناسی نظیر فشارسنج و بادسنج اختراع کند. رطوبت‌سنج اختراع‌شدهٔ توسط او نخستین نم‌سنج مکانیکی محسوب می‌شود که از غلافک گیاه جو در اندازه‌گیری استفاده می‌شود که بر اثر رطوبت هوا حلقه‌دار و راست می‌شود.

### سایکرومتر (حباب رطوبت‌سنج خشک و مرطوب)
این رطوبت‌سنج، که به نام سایکرومتر نیز معروف شده‌است، ابزاری برای سنجش رطوبت جوّ متشکل از دو دماسنج تَر و خشک	است که دارای دو دماسنج جیوه‌ای است که یکی مرطوب و دیگری خشک است. آب موجود در دماسنج مرطوب تبخیر می‌شود و گرما را جذب می‌کند. با این کار، سطح آب ترمومتر پایین می‌آید؛ سپس، با استفاده از جدول محاسباتی و اندازه‌گیری مقدار پایین آمدن آب رطوبت نسبی RH اندازه‌گیری می‌شود.
در سال ۱۸۲۰ شیمی‌دان و هواشناس بریتانیایی، جان فردریک دانیل، یک رطوبت‌سنج شبنمی اختراع کرد. این ابزار برای اندازه‌گیری دما در جایی که هوای مرطوب به نقطهٔ اشباع می‌رسد استفادهٔ همگانی یافت. برخی نم‌سنج‌ها با اندازه‌گیری تغییرات مقاومت الکتریکی کار می‌کنند.

## انواع رطوبت‌سنج از نظر کاربرد

### رطوبت‌سنج محیطی خانگی و مصارف گلخانه‌ای
امروزه با پیشرفت روزافزون تکنولوژی در منازل مسکونی و ادارات استفاده از تجهیزات کوچک و قابل حمل دماسنجی و سنجش رطوبت به دلیل کنترل کیفیت هوا امری متداول و ضروریست. کنترل رطوبت محیطهای مختلف به دلیل جلوگیری از رشد قارچ‌ها و دیگر انگل‌ها و نیز خشکی بیش از حد محیط که سبب بروز برخی بیماری‌های مزمن می‌شود اصلی‌ترین دلیل استفاده از رطوبت‌سنج و ترمومترها در محیط‌های مختلف است

### رطوبت‌سنج چوب خاک و غلات (Moisture Meter)
رطوبت‌سنج‌های نفوذی نوع دیگری از تجهیزات هستند که دارای یک یا دو سوزن یا میخ هستند که برای سنجش میزان رطوبت موجود در اجسام جامد نظیر چوب گچ خاک و خاک اره و غیره مورد استفاده قرار می‌گیرند این نوع رطوبت‌سنج‌ها بر پایه خواص الکتریکی جامدات که عمدتاً مقاومت الکتریکی می‌باشد ساخته می‌شوند مدل دو پین این رطوبت‌سنج‌ها براساس خواص دی الکتریکی چوب گچ و دیگر جامدات کار می‌کند که عملکردی مشابه با الکترودها دارند.